# Ли Чонг Вей
Ли Чонг Вей (иер. трад. 李宗伟, кант.-рус.: Лэй Чунваи, пиньинь: Lǐ Zōngwěi, малайск. Datuk Lee Chong Wei; род. 21 октября 1982 года, Джорджтаун, Малайзия) — малайзийский бадминтонист, трёхкратный серебряный призёр Олимпийских игр (2008, 2012, 2016), четырёхкратный призёр чемпионатов мира (2005, 2011, 2013, 2015), двукратный чемпион Азии (2006, 2016), многократный призёр Азиатских игр.
Один из наиболее титулованных спортсменов в истории Малайзии, неоднократно признавался лучшим спортсменом года в стране, а также лучшим бадминтонистом года в мире. Первый представитель Малайзии, выигравший три олимпийские медали. За карьеру занимал первую строчку мирового рейтинга суммарно на протяжении 349 недель, в том числе 199 недель подряд в 2008—2012 годах. Кавалер ряда государственных наград Малайзии.
Несмотря на огромное количество титулов на самых престижных турнирах, ни разу не сумел выиграть золото на Олимпийских играх и чемпионатах мира, проиграв все шесть финалов в одиночном разряде. Также проиграл финал Азиатских игр 2010 года.
9 ноября 2012 года женился на бывшей бадминтонистке Вонг Ми Чу. В 2013 и 2015 году у пары родились двое детей.
В 2018 году у Ли Чонг Вея была диагностирована назофарингеальная карцинома, после чего он прекратил выступления. Официально завершил карьеру по совету врачей в июне 2019 года.
Ли Чонг Вей должен стать руководителем делегации Малайзии на летних Олимпийских играх в Токио.

## Карьера

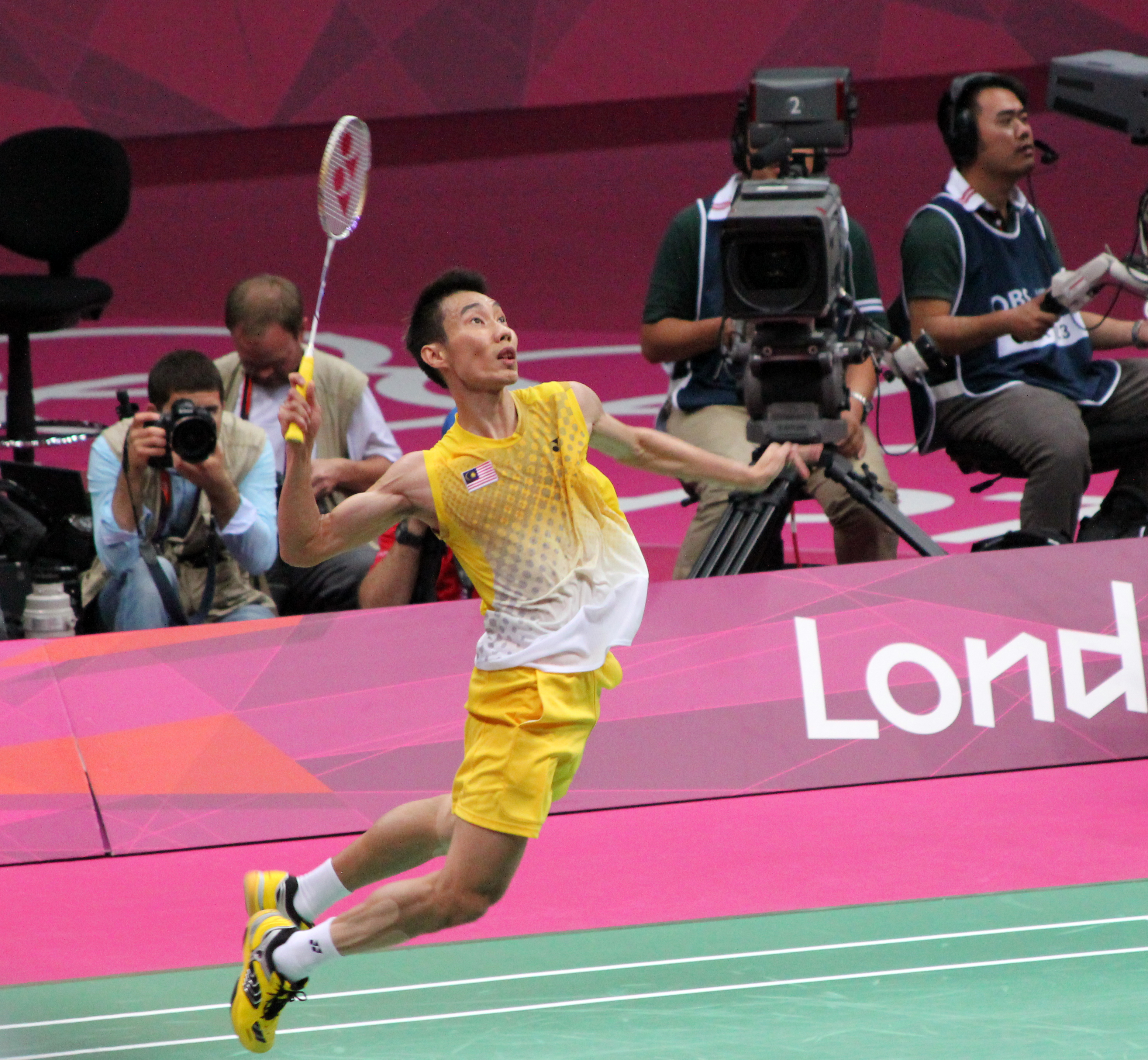
Ли Чонг Вей в полуфинале Олимпийских игр 2012 года

Участник 4 подряд Олимпийских игр (2004, 2008, 2012, 2016).
На Олимпийских играх 2004 года в Афинах в первом круге обыграл Ын Вая (У Вэя) из Гонконга со счетом 15-3 15-13, но во втором круге проиграл китайцу Чэнь Хуну со счетом 15-11 3-15 15-12.
На Олимпийских играх 2008 года в Пекине дошёл до финала и проиграл в нём Линь Даню в двух партиях 12-21 8-21.
На Олимпийских играх 2012 года в Лондоне вновь дошёл до финала и проиграл Линь Даню в трёх партиях со счетом 21-15 10-21 19-21.
На чемпионате мира 2014 года в Копенгагене проиграл в финале Чэнь Луню (19-21, 19-21). В октябре 2014 года появилась информация, что Ли во время чемпионата мира сдал положительную допинг-пробу на дексаметазон. В ноябре была вскрыта проба B, она также оказалась положительной. В итоге малайзиец был дисквалифицирован на 8 месяцев и лишён серебряной медали чемпионата мира 2014 года. Небольшой срок дисквалификации был обусловлен тем, что в действиях Ли не было обнаружено умысла (препарат разрешен во внесоревновательный период).
На Олимпийских играх 2016 года в Рио-де-Жанейро Ли был выбран знаменосцем сборной Малайзии на церемонии открытия. В полуфинале сумел обыграть Линь Даня (15-21, 21-11, 22-20), но в финале уступил другому китайцу Чэнь Луну (18-21, 18-21), у которого выиграл в мае 2016 года в финале чемпионата Азии в китайском Ухане.